# En man för Elizabeth
En man för Elizabeth (engelska: Pride and Prejudice) är en amerikansk dramafilm från 1940 i regi av Robert Z. Leonard. Filmen är baserad på Jane Austens roman Stolthet och fördom som publicerades 1813. I huvudrollerna ses Greer Garson och Laurence Olivier. 
Filmen hade premiär den 26 juli 1940 i USA och mottogs väl av filmkritiker. Filmen skiljer sig dock på en del punkter från romanen, dels har man flyttat fram handlingen till omkring 1840-talet, då MGM ville använda mer extravaganta kostymer än de från Austens tid och dels har vissa scener ändrats påtagligt.

## Handling
Mrs Bennets mål i livet är att hennes döttrar ska bli gifta med rika män, detta på grund av att Longbourn är ett fideikommiss som endast kan ärvas på svärdslinjen. När Mr. Bennet dör kommer därför egendomen att övergå till hans kusin, Mr. Collins, och döttrarna blir arvlösa efter fadern. Därför blir Mrs Bennet mycket glad när hon får höra att just en sådan fin, rik man ska flytta in i det närliggande godset Netherfield. Denne man är Mr Charles Bingley som planerar att bosätta sig för ett tag på Netherfield tillsammans med sin syster Miss Caroline Bingley.
Strax efter att Mr Bingley flyttat in på Netherfield besöker han och hans sällskap, som nu även inkluderar hans nära vän Mr Fitzwilliam Darcy, en bal i byn Meryton. Först är alla intresserade av den stilige Mr Darcy vars inkomst är så mycket som £10 000 per år, men snart har hans högfärdiga, stolta sätt fått alla bybor att ogilla honom. Elizabeth råkar dessutom höra hur Mr Darcy säger till Mr Bingley att han inte vill dansa med Elizabeth eftersom han inte anser att hon är vacker nog för honom. Mr Bingley däremot är mycket trevlig och dansar med många av byns unga damer, extra många danser tar han med Jane Bennet som han har fattat tycke för.
Senare bjuder Mr Bingleys systrar Jane att besöka dem på Netherfield en kväll, men då Jane blir sjuk blir hon tvungen att stanna ett längre tag. Elizabeth besöker henne och under denna tid börjar Mr Darcy fatta tycke för henne, även om han inget visar, samtidigt som Caroline Bingley börjar ogilla henne just för att Mr Darcy gillar henne, något hon inte försöker dölja.
På Longbourn får man ett tag efter balen besök av Mr Collins, en kusin till döttrarna och den som ska få ärva Longbourn en dag. Mr Collins beundrar sin beskyddarinna Lady Catherine de Bourgh mycket och nämner henne ofta, dessutom har han av henne fått rådet att han bör gifta sig. Han ämnar därför fria till en av sina kusiner. Han planerar först att gifta sig med Jane, men då han får höra talas om att hon uppvaktas av Mr Bingley, ändrar han sig och väljer att istället fria till Elizabeth. Elizabeth, som inte har mycket till över för Mr Collins, avböjer, något som hennes moder inte är förtjust i. Mrs Bennet försöker få Elizabeth att ändra sig, men med stöd från Mr Bennet slipper hon gifta sig. Samtidigt träffar Elizabeth Mr Wickham, en mycket trevlig officer som är gammal bekant med Mr Darcy då hans far arbetade för Mr Darcys far. Mr Wickham berättar för Elizabeth om att Mr Darcy behandlat honom illa och Elizabeths fördomar om Mr Darcy växer.
Efter att Elizabeth avböjt hans frieri gifter sig Mr Collins med Elizabeths nära väninna Charlotte Lucas. Elizabeth finner det obegripligt att hennes väninna vill ha Mr Collins, men hon bestämmer sig för att besöka paret. Under tiden som Elizabeth stannar hos paret Collins besöker Mr Darcy sin släkting Lady Catherine de Bourgh, Mr Collins beskydderska, på godset Rosings. Detta resulterar i att Elizabeth och Mr Darcy dag efter dag hamnar i varandras sällskap. Mr Darcys känslor för Elizabeth växer och tvingar honom slutligen att erkänna att han älskar henne och vill gifta sig med henne, trots att han inte finner hennes familj vara den bästa. Elizabeth, som just fått vetskap om att Mr Darcy fått Mr Bingley att sluta uppvakta Jane på grund av deras familj och som fortfarande har fördomar mot Mr Darcy efter Mr Wickhams berättelser, ger honom ett obarmhärtigt avslag där hon deklarerar att han är den sista mannen på jorden hon skulle kunna tänka sig att gifta sig med.
Elizabeth får dock dåliga nyheter, hennes yngsta syster, envisa Lydia, har rymt iväg med Mr Wickham. När Mr Darcy får höra om detta från Elizabeth åker han själv iväg för att ordna upp problemen, utan att berätta för Elizabeth. Elizabeth får reda på hans inblandning i det hela som får henne att se Mr Darcy i ett helt nytt ljus och hon tvingas inse att hennes första intryck och fördomar inte var korrekta. Elizabeth börjar nu ångra att hon avböjt Mr Darcys frieri.
Lady Catherine de Bourgh, Mr Darcys släkting, har fått höra talas om Mr Darcys känslor för Elizabeth och gör därför en resa till Longbourn för att få tala med Elizabeth. Lady Catherine försöker få Elizabeth att lova att hon inte ska gifta sig med Mr Darcy. Elizabeth vägrar att lova något sådant, vilket gör att Mr Darcy som får höra om hela konversationen får nytt hopp om att Elizabeth skulle säga ja om han åter friade till henne. Efter att ha sett till att Janes och Mr Bingleys relation återupptas friar Mr Darcy till Elizabeth och hon säger ja. 

## Om filmen
Filmen premiärvisades 26 juli 1940. Filmen mottog en Oscar för "Best Art Direction", Black and White (Cedric Gibbons och Paul Groesse).

## Rollista i urval
- Greer Garson - Elizabeth Bennet

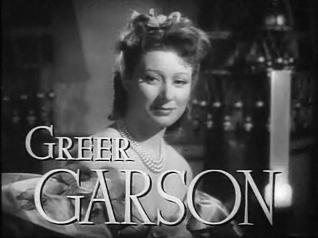
Greer Garson i filmens trailer.

- Laurence Olivier - Fitzwilliam Darcy
- Mary Boland - Mrs. Bennet
- Edmund Gwenn - Mr. Bennet
- Maureen O’Sullivan - Jane Bennet
- Edna May Oliver - Lady Catherine de Bourgh
- Ann Rutherford - Lydia Bennet
- Frieda Inescort - Caroline Bingley
- Karen Morley - Charlotte Collins
- Heather Angel - Kitty Bennet
- Marsha Hunt - Mary Bennet
- Melville Cooper - Mr. Collins
- Edward Ashley Cooper - George Wickham
- Bruce Lester - Mr. Bingley

## DVD
Filmen finns utgiven på DVD. 